# Зотов Олександр Сергійович
Олекса́ндр Сергі́йович Зо́тов (нар. 23 лютого 1975, Єнакієве, Українська РСР) — колишній український футболіст, відомий насамперед завдяки виступам у складі одеського «Чорноморця», донецького «Металурга» та збірної України. Діти: Олексій Зотов, Мілана Зотова, Микита Зотов.

### Кар'єра
Перші тренери — Сергій Іконніков та Юрій Бабичев. У 1992 році закінчив УОР (Донецьк).
Починав в клубі другої ліги «Силур» (Харцизьк). З 1994 року виступав в одеських клубах СК «Одеса» та «Чорноморець», дебютував в вищій лізі в іграх саме за «чорно-синіх». У 1998–2000 грав за криворізький «Кривбас», потім півроку за полтавську «Ворсклу». Із 2001 року з перервами грав за донецький «Металург». У збірній України зіграв 4 матчі. Дебют 1 травня 1996 року в товариському матчі проти збірної Туреччини.

## Статистика
| Сезон     | Клуб                | Ліга                     | Чемпіонат | Чемпіонат | Кубок | Кубок | Загалом | Загалом |
| Сезон     | Клуб                | Ліга                     | Матчі     | Голи      | Матчі | Голи  | Матчі   | Голи    |
| --------- | ------------------- | ------------------------ | --------- | --------- | ----- | ----- | ------- | ------- |
| 1992—1993 | «Сілур»             | Друга ліга               | 16        | 2         | —     | —     | 16      | 2       |
| 1993—1994 | «Сілур»             | Друга ліга               | 16        | —         | —     | —     | 34      | 1       |
| 1993—1994 | «Шахтар-2»          | Друга ліга               | 18        | 1         | —     | —     | 34      | 1       |
| 1994—1995 | «Чорноморець-2»     | Друга ліга               | 3         | —         | —     | —     | 12      | 3       |
| 1994—1995 | «Чорноморець» О     | Вища ліга                | 8         | 3         | 1     | —     | 12      | 3       |
| 1995—1996 | «Чорноморець» О     | Вища ліга                | 33        | 2         | 1     | —     | 34      | 2       |
| 1996—1997 | «Чорноморець» О     | Вища ліга                | 25        | 6         | 4     | —     | 29      | 6       |
| 1997—1998 | «Чорноморець» О     | Вища ліга                | 26        | 1         | 6     | —     | 32      | 1       |
| 1998—1999 | «Кривбас»           | Вища ліга                | 23        | 1         | 3     | —     | 26      | 1       |
| 1999—2000 | «Кривбас»           | Вища ліга                | 28        | 2         | 5     | —     | 33      | 2       |
| 2000—2001 | «Кривбас»           | Вища ліга                | 8         | —         | 3     | —     | 21      | 5       |
| 2000—2001 | «Ворскла-2»         | Друга ліга               | 1         | —         | —     | —     | 21      | 5       |
| 2000—2001 | «Ворскла»           | Вища ліга                | 12        | 2         | —     | —     | 21      | 5       |
| 2001—2002 | «Металург» Д        | Вища ліга                | 23        | 3         | 6     | 1     | 32      | 4       |
| 2001—2002 | «Металург-2» Д      | Друга ліга               | 3         | —         | —     | —     | 32      | 4       |
| 2002—2003 | «Металург» Д        | Вища ліга                | 25        | 5         | 5     | 1     | 30      | 6       |
| 2003—2004 | «Металург» Д        | Вища ліга                | 25        | 1         | 2     | —     | 27      | 1       |
| 2004—2005 | «Металург» Д        | Вища ліга                | 24        | 2         | 2     | 1     | 26      | 3       |
| 2005—2006 | «Металург» Д        | Вища ліга                | 17        | 1         | 1     | —     | 18      | 1       |
| 2006—2007 | «Чорноморець» О     | Вища ліга                | 23        | 1         | —     | —     | 23      | 1       |
| 2007—2008 | «Чорноморець» О     | Вища ліга                | 24        | —         | 4     | —     | 28      | —       |
| 2008—2009 | «Металург» Д        | Прем'єр ліга             | 19        | 1         | —     | —     | 19      | 1       |
| 2009—2010 | «Закарпаття»        | Прем'єр ліга             | 8         | —         | —     | —     | 8       | —       |
| 2010—2011 | «Фенікс-Іллічовець» | Перша ліга               | 3         | —         | —     | —     | 3       | —       |
| Всього:   | Всього:             | Вища ліга / Прем'єр ліга | 361       | 31        | 43    | 3     | 404     | 34      |
| Всього:   | Всього:             | Перша ліга               | 10        | —         | —     | —     | 10      | —       |
| Всього:   | Всього:             | Друга ліга               | 57        | 3         | —     | —     | 57      | 3       |

## Досягнення
- Срібний призер чемпіонату України (2): 1994–1995, 1995–1996
- Бронзовий призер чемпіонату України (2): 1998–1999, 1999–2000